# Wuling Hongguang S3
Wuling Hongguang S3 – samochód osobowy typu SUV klasy średniej produkowany pod chińską marką Wuling od 2017 roku.

## Historia i opis modelu

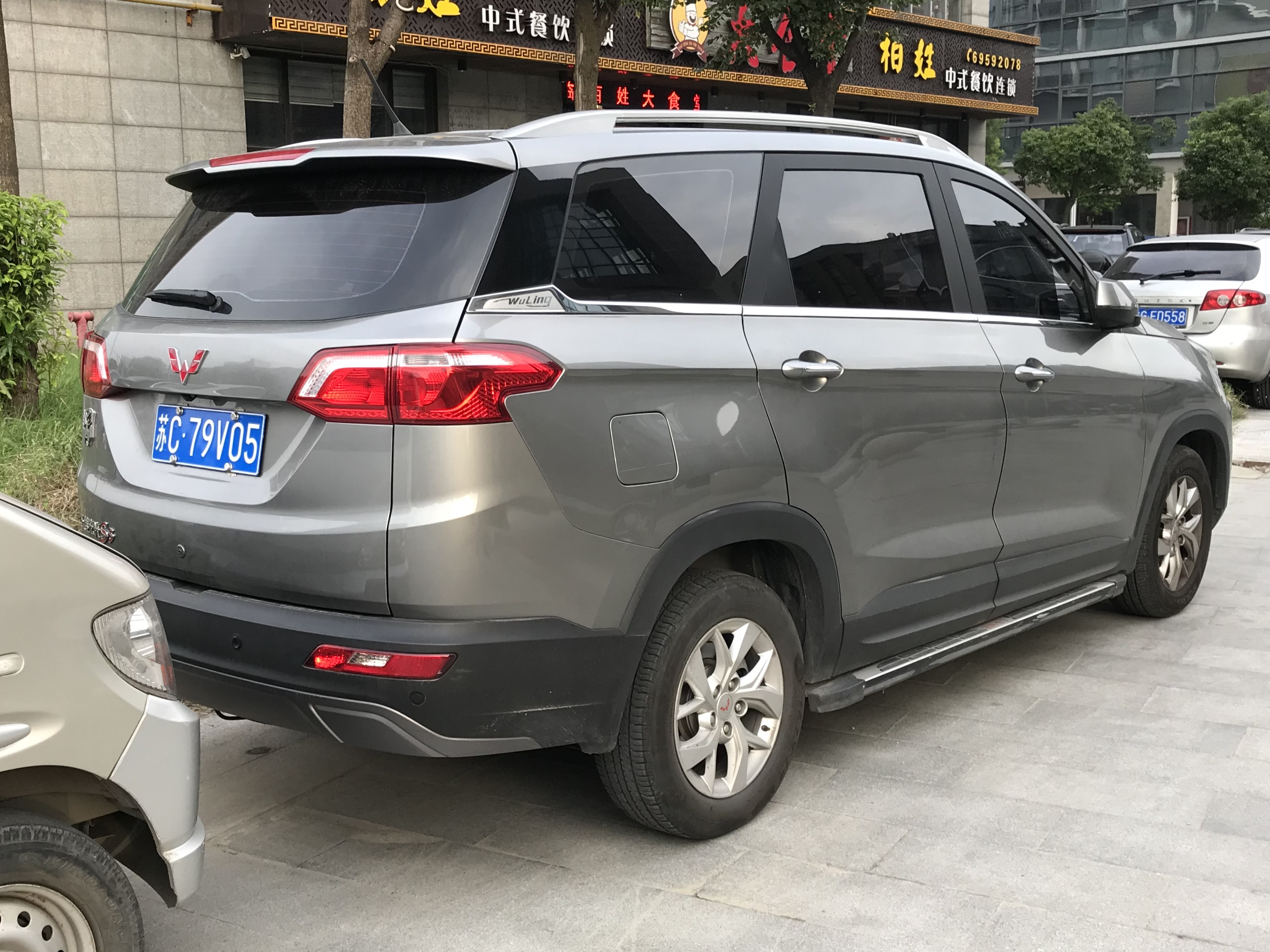
Wuling Hongguang S3 - tył

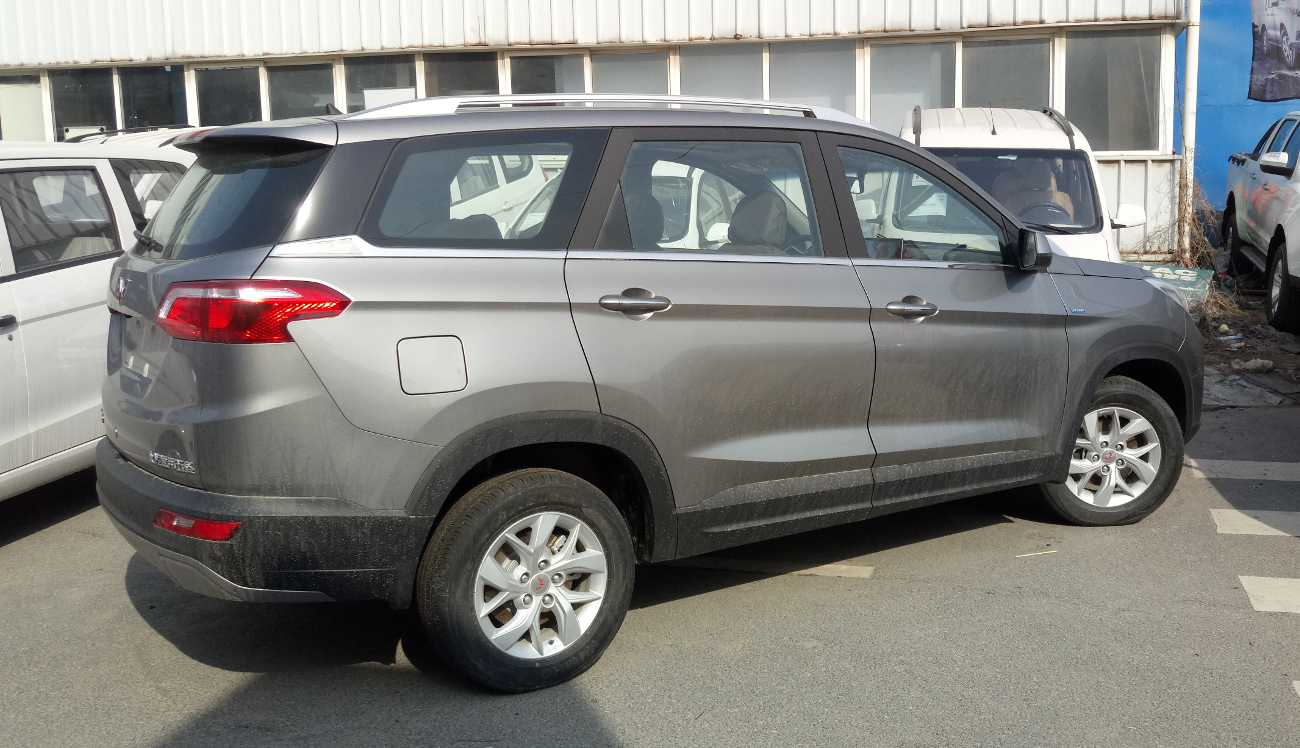
Wuling Hongguang S3 - sylwetka

Oficjalna premiera modelu Hongguang S3 odbyła się w kwietniu 2017 roku podczas targów samochodowych Shanghai Auto Show jako pierwszy SUV w historii chińskiej marki Wuling. Średniej wielkości pojazd opracowany został na wspólnej platformie z minivanem Hongguang S, zastępując zarazem inny model z tej rodziny modelowej Wulinga - średniej wielkości minivana Hongguang S1.
Pod kątem wizualnym Wuling Hongguang S3 zyskał typowe dla pojazdów tego producenta proporcje nadwozia, z wąską i wysoką karoserią. Ponadto, pojazd zyskał rozwiązania stylistyczne nawiązujące do modeli spokrewnionej marki Chevrolet, na czele z wysoko osadzonymi reflektorami oraz dużą prostokątną poprzeczką w kolorze nadwozia, która przedzieliła atrapę chłodnicy na pół.
Kabina pasażerska została zaaranżowana z myślą o 7 pasażerach, z siedziskami w układzie 2+2+3, z chowanym trzecim rzędem siedzeń w przedziale bagażowym. Deska rozdzielcza została z kolei zdominowana przez centralnie umieszczony, 8-calowy wyświetlacz ekranu dotykowego z łącznością z systemem multimedialnym.

### Sprzedaż
Wuling Hongguang S3 został zbudowany z myślą o wewnętrznym rynku chińskim, tylko tam pozostając w sprzedaży. Producent rozpoczął dostawy pierwszych egzemplarzy do klientów miały miejsce w listopadzie 2017 roku. Samochód pozycjonowany jest jako niskobudżetowy, z relatywnie niską ceną za podstawowy egzemplarz wynoszącą 60 tysięcy juanów (ok. 35 tys. złotych).

### Silniki
- R4 1.5l
- R4 1.5l Turbo